# Ctenocompa micropsycha
Ctenocompa micropsycha är en fjärilsart som beskrevs av Edward Meyrick 1919. Ctenocompa micropsycha ingår i släktet Ctenocompa och familjen säckspinnare. Inga underarter finns listade i Catalogue of Life.